# 新沃洛德米里夫卡 (沃茲涅先斯克區)
47°40′25″N 31°41′39″E / 47.67361°N 31.69417°E
新沃洛德米里夫卡（烏克蘭語：Нововолодимирівка），是烏克蘭尼古拉耶夫州沃兹涅先斯克区葉拉涅茨市鎮的村落。始建於1802年，面積1.55平方公里，海拔高度70米，2001年人口465，人口密度每平方公里300人。